# К-438
К-438 — советская торпедная атомная подводная лодка проекта 671 «Ёрш», в 1971—1995 годах входила в состав Северного флота.

## История строительства
Зачислена в списки кораблей ВМФ СССР 30 мая 1969 года. 13 июня того же года заложена на Ново-Адмиралтейском судостроительном заводе в Ленинграде. 23 марта 1971 года спущена на воду. С марта по июнь того же года прошла швартовые испытания, во время которых также состоялся физический запуск реактора. 15 сентября 1971 года вступила в строй.

## История службы
27 октября 1971 года зачислена в состав 3-й дивизии подводных лодок Краснознамённого Северного флота. 25 июля 1977 года переклассифицирована в большую подводную лодку. В ходе одного из ремонтов была оборудована экспериментальной системой обнаружения кильватерного следа (СОКС), аналогично К-147, и получила ограждение рубки новой конструкции, аналогично проектируемым подводным лодкам 3-го поколения проекта 971.
В 1981 году в составе 3-й дивизии перечислена в состав 11-й флотилии подводных лодок и перебазирована в Гремиху.
В 1982 году К-438 с экипажем К-147 на борту приняла участие в съёмках художественного фильма «Случай в квадрате 36-80».
В 1986—1989 годах прошла средний ремонт на СРЗ «Нерпа». 3 июня 1992 года переименована в Б-438. 4 августа 1995 года исключена из состава ВМФ.

## Командиры
- 1969—1975: Шувалов В. Н.
- 1975—1978: Жданов Л. И.
- 1978—1982: Русаков Ю. К.
- 1982—1984: Пахомов И. И.
- 1984—1991: Панасюк В. П.
- 1991—1995: Платонов Л. В.
- 1995—2000: Воробьёв А. Ю.